# Trachea similis
Trachea similis är en fjärilsart som beskrevs av Otto Staudinger 1892. Trachea similis ingår i släktet Trachea och familjen nattflyn. Inga underarter finns listade i Catalogue of Life.